# N.CH엔터테인먼트의 음반

이 문서는 n.CH엔터테인먼트의 발매한 음반 목록이다.

## 2010년대
- 2018년 8월 3일 네이처 - [Digital Single] 기분 좋아
- 2018년 11월 22일 네이처 - [Digital Single] 썸&러브
- 2019년 2월 13일 네이처 - 봄이 오나 봄 OST Part.2
- 2019년 7월 10일 네이처 - I'm So Pretty
- 2019년 11월 12일 네이처 - NATURE WORLD: CODE A

## 2020년대
- 2020년 5월 2일 네이처 - 소녀의 세계 OST Part.2
- 2020년 6월 17일 네이처 - [Digital Single] NATURE WORLD: CODE M
- 2020년 11월 12일 네이처 - 딜러버리 OST[1]
- 2022년 1월 24일 네이처 - Rica Rica
- 2022년 8월 21일 엔싸인 - 청춘스타
- 2022년 11월 6일 네이처 - NATURE WORLD: CODE W
- 2023년 1월 2일 엔싸인 - Woo Woo
- 2023년 4월 18일 엔싸인 - SALTY
- 2023년 5월 27일 엔싸인 - Monologue
- 2023년 6월 27일 네이처 - 소리사탕 OST Part.3
- 2023년 7월 31일 엔싸인 - [Digital Single] Higher[2]
- 2023년 8월 9일 엔싸인 - BIRTH OF COSMO
- 2023년 11월 29일 엔싸인 - [Japan Digital Single] NEW STAR
- 2024년 2월 15일 엔싸인 - Happy &
- 2024년 7월 18일 엔싸인 - Tiger
- 2024년 10월 9일 엔싸인 - [Japan Digital Single] EVERBLUE
- 2024년 12월 30일 엔싸인 - LOVE POTION
- 2025년 1월 30일 엔싸인 - BIRTH OF COSMO
- 2025년 2월 13일 엔싸인 - 스터디그룹 OST Part.4
- 2025년 4월 9일 엔싸인 - Love Potion(Eng.)
- 2025년 6월 13일 엔싸인 - Itty Bitty
- 2025년 7월 10일 엔싸인 - [Digital Single] Itty Bitty